# Platzierungsvolumen
Platzierungsvolumen (oder Emissionsvolumen) ist im Bankwesen der Kurswert oder Nennwert einer Neu-Emission, die beim Börsengang an der Wertpapierbörse zur Veräußerung an Anleger bereitgestellt wird.

## Allgemeines
Das Platzierungsvolumen spielt ausschließlich auf dem Primärmarkt für Aktien und für Anleihen eine Rolle. Es kann nur dann beim Publikum untergebracht werden, wenn die Wertpapierbörse ausreichende Aufnahmefähigkeit durch entsprechende Marktliquidität besitzt. Kreditinstitute und Börsen verlangen beim Börsengang ein Mindest-Platzierungsvolumen, das sich auch nach dem Börsensegment richtet, in welchem die Platzierung stattfindet. Der platzierte Teil des Platzierungsvolumens wird zum gesamten Handelsvolumen der Börse hinzugerechnet.

## Statistik
Die Deutsche Bundesbank veröffentlicht in ihrer Emissionsstatistik die jährlichen Emissionsvolumina:
| Jahr | Schuldverschreibungen inländischer Emittenten (Brutto-Absatz, Nominalwert) in Mio. Euro | Aktien inländischer Emittenten (Kurswert) in Mio. Euro |
| ---- | --------------------------------------------------------------------------------------- | ------------------------------------------------------ |
| 2010 | 1375138                                                                                 | 20049                                                  |
| 2011 | 1337772                                                                                 | 21713                                                  |
| 2012 | 1340568                                                                                 | 05120                                                  |
| 2013 | 1433628                                                                                 | 10106                                                  |
| 2014 | 1362056                                                                                 | 18778                                                  |
| 2015 | 1359422                                                                                 | 07668                                                  |
| 2016 | 1206483                                                                                 | 04409                                                  |
| 2017 | 1047822                                                                                 | 15570                                                  |
| 2018 | 1148001                                                                                 | 16188                                                  |
| 2019 | 1285541                                                                                 | 09076                                                  |
| 2020 | 1870084                                                                                 | 17771                                                  |
| 2021 | 1658004                                                                                 | 49066                                                  |

Hieraus ergibt sich, dass der Börsenumsatz von Anleihen wesentlich größer ist als von Aktien. Der Fremdkapitalbedarf ist in Deutschland mithin wesentlich höher als der Eigenkapitalbedarf. Das liegt vor allem daran, dass die öffentlichen Haushalte  im Börsensegment der Schuldverschreibungen enthalten sind (Bundeswertpapiere, Landesanleihen und Kommunalanleihen) und deren Finanzierungsbedarf tendenziell hoch ist.

## Wirtschaftliche Aspekte
Wesentliche Fragestellungen im Rahmen eines Börsengangs sind die Wahl von Börsenplatz und Börsensegment sowie die Höhe des Platzierungsvolumens. Um das Platzierungsvolumen festlegen zu können, muss bei Aktien der Unternehmenswert ermittelt werden, er ist notwendige Grundlage für die Ermittlung des Emissionspreises. Emissionspreis ist der Börsenkurs, zu dem die Aktien des Emittenten den Anlegern zum Kauf angeboten werden. Aus der Multiplikation der Anzahl der emittierten Stückaktien und dem Emissionspreis ergibt sich das Platzierungsvolumen. Kann es vollständig an der Börse untergebracht werden, wirkt sich dies nicht auf die kurzfristige Kursentwicklung aus. Ist das Volumen zu groß, wird der Kurs am nächsten Börsentag unter den Emissionskurs sinken, was sich negativ auf den Emittenten auswirken kann. Ist die Nachfrage größer als das Platzierungsvolumen, kann die zunächst nicht emittierte Reserve des Greenshoe zusätzlich kursausgleichend angeboten werden.
Börsen wirken wie ein natürliches Monopol. Deshalb ist für ein hohes Platzierungsvolumen ein bereits vorhandenes hohes Handelsvolumen erforderlich. Große Börsen mit hohem Handelsvolumen sind attraktiv für Emittenten mit hohem Platzierungsvolumen.
Im Rahmen des Konsortialgeschäftes erhalten die Investmentbanken vom Emittenten eine am Platzierungsvolumen orientierte Provision, die Bonifikation genannt wird.
Das Platzierungsvolumen beeinflusst im Regelfall auch das Handelsvolumen auf dem Sekundärmarkt, wenn die Erstkäufer platzierter Effekten diese weiterveräußern.